# Tigre de papel

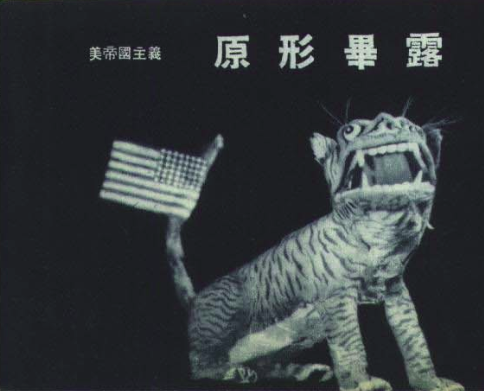
Um tigre de papel com uma bandeira estadunidense, simbolizando o imperialismo americano (Renmin Huabao, edição de agosto de 1950)

Tigre de papel é uma tradução literal portuguesa da frase chinesa zhilaohu (chinês simplificado: 纸老虎; chinês tradicional: 紙老虎). O termo refere-se a algo ou alguém que afirma ou parece ser poderoso ou ameaçador, mas que, na verdade, é ineficaz e incapaz de resistir a desafios. A expressão tornou-se conhecida internacionalmente como um slogan utilizado por Mao Zedong, líder da República Popular da China, contra os seus opositores políticos, particularmente o governo dos Estados Unidos.

## Origem
Zhilaohu é uma frase ancestral. John Francis Davis traduziu a frase chinesa como "paper tiger" (tigre de papel) num livro sobre a história chinesa publicado em 1836. Num encontro com Henry Kissinger em 1973, Mao Zedong afirmou, num aparte humorístico, ter cunhado a frase inglesa, o que provocou gargalhadas entre todos.

## Uso
Mao Zedong apresentou pela primeira vez a sua noção dos americanos como tigres de papel numa entrevista com a jornalista americana Anna Louise Strong, em agosto de 1946:
A bomba atómica é um tigre de papel que os reacionários estadunidenses utilizam para assustar as pessoas. Parece terrível, mas, na verdade, não é. Claro que a bomba atómica é uma arma de extermínio em massa, mas o resultado de uma guerra é decidido pelo povo, não por um ou dois novos tipos de armas. Todos os reacionários são tigres de papel. Na aparência, os reacionários são aterradores, mas, na verdade, não são tão poderosos.
Noutra entrevista de 1956 com Strong, Mao usou a frase "tigre de papel" para descrever novamente o imperialismo americano:
Na aparência é muito poderoso, mas, na verdade, não é nada a temer; é um tigre de papel. De fora um tigre, dentro é feito de papel, incapaz de resistir ao vento e à chuva. Acredito que não é mais que um tigre de papel.
Em 1957, Mao recordou a entrevista inicial com Strong:
Numa entrevista, discuti muitas questões com ela, incluindo Chiang Kai-shek, Hitler, o Japão, os Estados Unidos e a bomba atómica. Disse que todos os reacionários alegadamente poderosos são meros tigres de papel. A razão é que eles estão divorciados do povo. Olhem! Não era Hitler um tigre de papel? Não foi ele derrubado?
Desta perspetiva, os "tigres de papel" são superficialmente poderosos, mas são propensos a uma sobre-extensão que leva a um colapso súbito. Quando Mao criticou o apaziguamento soviético dos Estados Unidos durante a rutura Sino-Soviética, o primeiro-ministro soviético Nikita Khrushchev terá dito: "o tigre de papel tem dentes nucleares".

Em The Resistance to Theory (1982), Paul de Man usou a frase para refletir sobre a ameaça da teoria literária à escolástica literária tradicional na academia americana. Ele disse: "Se um gato é chamado tigre, pode ser facilmente descartado como um tigre de papel; a questão permanece, no entanto, por que razão se tinha tanto medo do gato em primeiro lugar".